# 桂歌之助

結び柏は、桂歌之助の定紋である。

桂 歌之助（かつら うたのすけ）は、上方落語の名跡。当代は3代目。
- 初代桂歌之助 - 本項にて記述。
- 2代目桂歌之助 - 3代目桂米朝の門下。扇朝を経て、2代目歌之助を襲名。
- 3代目桂歌之助 - 2代目歌之助の門下。歌々志を経て、2007年に3代目歌之助を襲名。

初代 桂歌之助（1872年ないし1873年 - 1916年1月13日）は、本名: 春井 和三郎。法名: 浩譽放歌禪定門。

## 経歴
初め1891年ごろから5代目林家正三の門下で新樂となる。1892年頃に初代桂小文枝の門下に移り、小枝、1898年頃に文歌を経て、1901年に7代目桂文治の身内になり歌之助を名乗る。桂派の崩壊後は、初代桂枝雀に付いて寿々女会に参加し、後に三友派に移る。1914年、大成する前に若くして亡くなった。

## 人物
若年時から実力があり、後に三友派に加入した際は7代目桂文治の身内になり、香盤順では初代桂春團治、2代目桂小文枝、2代目桂三木助、2代目林家染丸らを抑えて若手の最上位を保っていた。妻は東京から来た長唄紫紅会の杵屋六歌女で、夫妻共々人気者だったことから、芸人として恵まれた生活をおくっていたが、1914年ごろまで活動、大成する前に若くして亡くなった。
音曲噺や浄瑠璃物「雪こかし」が得意であったこと（歌之助の名の由来）、優男で女性に人気があったこと、博打に目がなかったことなど、断片的なエピソードは伝えられているが、まとまった伝記は残されていない。
その他にも「幽霊の片袖」「出来心」等が得意だった。ネタは豊富で独特の愛嬌があったという。
音曲の作詞も手がけており、「渦巻」はこの人が作詞し、妻の杵屋六歌女に唄わせていた。